# Rauschmaß
Das Rauschmaß {\displaystyle M} ist eine Kennziffer, welche das Rauschverhalten und die Verstärkung einer elektrischen Schaltung verbindet, um eine Aussage über die Güte bzw. Empfindlichkeit der Schaltung zu machen. So können elektrische Schaltungen, z. B. Verstärkerschaltungen, auch bei gleicher Rauschzahl verglichen werden.

## Definition
Das Rauschmaß ist festgelegt mit folgender Beziehung:
{\displaystyle M={\frac {F_{v}}{1-1/L_{v}}}}
mit
- der Leistungsverstärkung {\displaystyle L_{v}}
- der Zusatzrauschzahl {\displaystyle F_{v}}, welcher den durch das Zweitor zusätzlich eingebrachten Anteil der Rauschzahl {\displaystyle F} ausdrückt in der Form:

{\displaystyle F_{v}=F-1}

## Bedeutung
Zwei Schaltungen mit gleicher Rauschzahl können nicht miteinander verglichen werden, da die Rauschzahl keine Schlüsse über die Qualität oder Sinnhaftigkeit der betroffenen Schaltung zulässt. So können zwei Schaltungen mit gleicher Rauschzahl z. B. unterschiedlich auf die Gesamtrauschzahl einer Anordnung einwirken, je nachdem wie hoch die Verstärkung einer Stufe ist:
- bei hoher Verstärkung wird die erste Stufe rauschdominant,
- bei kleiner Verstärkung verschlechtert sich die Rauschzahl der Gesamtanordnung.

Wäre die Verstärkung theoretisch unendlich hoch, so würde das Rauschmaß betragsmäßig in die Zusatzrauschzahl übergehen:
{\displaystyle L_{v}\rightarrow \infty \Rightarrow 1/L_{v}\rightarrow 0\Rightarrow M\rightarrow F_{v}}

## Beispiel
Gegeben sei:
- Drahtverbindung: Verstärkung = 1, Rauschzahl = 1
- Dämpfungsglied: Verstärkung sei −3 dB, daraus folgt: Rauschzahl ist 3 dB
- Verstärker: Verstärkung sei 35 dB, Rauschzahl sei 4 dB

Die Rauschzahl stellt damit, unter sonst gleichen Bedingungen, kein Qualitätsmerkmal dar und eine Auswahl anhand der Rauschzahl, z.B.das Dämpfungsglied als Vorverstärker, ist nicht möglich.
Das Rauschmaß hingegen berücksichtigt dies durch die Einbindung der Verstärkung und erlaubt damit eine begründete Auswahl.

## Abgrenzung zur Rauschzahl
Es hat sich eingebürgert, auch die Rauschzahl in logarithmischer Darstellung mit dem Begriff Rauschmaß zu bezeichnen, was auch in die DIN-Normung eingegangen ist. Diese sich überschneidende Begriffswahl kann zu Missverständnissen führen, da der Begriff des Rauschmaßes seit 1955 o. g. eigenständige Definition hat und nicht mit der Rauschzahl übereinstimmt.
Die Bezeichnung der (logarithmischen) Rauschzahl als Rauschmaß sollte daher vermieden werden, wenn nicht aus dem Kontext heraus sichergestellt wird, dass keine Verwechslungsgefahr besteht.
Laut Fachliteratur ist die Angabe des Verhältnisse von Widerständen, Spannungen, Strömen, (Rausch-)Leistungen usw. in linearer und logarithmischer Skalierung gleichwertig. Es gibt keinen Grund, Spannungsverhältnisse z. B. in Dezibel (dB) als Spannungsmaß zu bezeichnen. Der Ursprung dafür, dass manchmal die Rauschzahl in dB trotzdem als Rauschmaß bezeichnet wird, ist nicht mehr eruierbar.
Normkonform wäre eine Verwechslung vermeidbar, wenn die Bezeichnungen diesbezüglich angepasst würden. Also z. B.
- Spannungs-Dämpfungsmaß für ein logarithmisches Spannungsverhältnis
- Rausch-Verhältnismaß für die logarithmische Rauschzahl, also nicht Rauschmaß.

Siehe hierzu unter Logarithmische Größe #Maße.